# Carolina Fadic
Carolina Fadic Maturana  (Santiago, 27. veljače 1974. – Santiago, 12. listopada 2002.), bila je čilska filmska, kazališna i televizijska glumica i televizijska voditeljica hrvatskog podrijetla.
Glumila je u četiri filma i nekoliko televizijskih serija i sapunica.
Foronovelist Patricio Sesnich joj je posvetio 54. poglavlje svoje foronovele Milkshake koju je napisao 2002. godine, godine kad je Carolina Fadic umrla.

## Vanjske poveznice
- IMDB  Arhivirana inačica izvorne stranice od 22. lipnja 2012. (Wayback Machine)
- Slika